# Compiuta Donzella
Compiuta Donzella (Firenze, 1200 circa – 1300 circa) è lo pseudonimo di una donna fiorentina vissuta nel XIII secolo della quale ci sono stati tramandati tre sonetti.
Nonostante non si conosca quasi niente su di lei, la sua opera è di grande interesse in quanto sembra sia stata la prima donna a comporre versi in volgare toscano.

## Biografia
La vita di Compiuta Donzella è in gran parte sconosciuta, a cominciare dal suo nome che sembrerebbe essere un senhal (ossia un nome fittizio), dal momento che era usato frequentemente a Firenze con il significato di "perfetta, piena di virtù", mentre Donzella alluderebbe al suo status di signorina; la sua autenticità verrebbe confermata dalla presenza del suo nome fra i sonetti del medico Mastro Torrigiano (che la definisce Divina Sibilla), del poeta Mastro Rinuccino e da un alquanto esplicito richiamo a lei in una lettera di Guittone d'Arezzo. Pur essendo poco propenso a valorizzare eventuali espressioni d’arte femminili, il vivace ambiente culturale fiorentino dovette quindi riconoscere e apprezzare le singolari doti artistiche della rimatrice. Le sono stati attribuiti tre sonetti, pervenutici nel codice Vaticano 3793. Queste poesie, di maniera provenzaleggiante, passata per l'esperienza della Scuola poetica siciliana, dimostrano che aveva ricevuto un'educazione e una cultura rare in tempi in cui l'analfabetismo era molto diffuso, specialmente tra le donne. 

### Sonetti
I tre sonetti giunti sino a noi sono caratterizzati da un gusto trobadorico e giullaresco, due dei quali hanno una perfezione formale molto vicina a quella del Petrarca. Essi sono:
- A la stagion che 'l mondo foglia e fiora, dove la poetessa lamenta l'infelicità della propria condizione: all'immagine di gioia di tutte le damigelle, nei cui cuori la primavera esultante fa fiorire l'amor cortese, la poetessa contrappone lo smarrimento per il proprio infausto destino di promessa sposa contro la sua volontà;
- Lasciar vorria lo mondo e Dio servire, dove emerge il contrasto fra il suo proposito di diventare monaca e quello del padre deciso ad obbligarla a contrarre matrimonio;
- Ornato di gran pregio e di valenza, che è una tenzone con un poeta anonimo che alcuni critici identificano con Chiaro Davanzati.

#### A la stagion che ‘l mondo foglia e fiora
Nella prima parte del sonetto Compiuta Donzella presenta la primavera come la stagione degli amori, nella quale gli amanti possono dare libero sfogo ai loro sentimenti e ai loro amori. In antitesi con queste prime due strofe abbiamo le seconde due nelle quali la poetessa, contrariamente alle altre fanciulle, non può subire il fascino dell'innamoramento e non può abbandonarsi all'amore perché destinata, per volere del padre, a un uomo che non ama. La sofferenza che ciò provoca nella poetessa, che di quel rapporto non ha né "disio" né "voglia", è maggiormente calcata dal contrasto con la primavera, motivo di gioia per le altre fanciulle, ma anche simbolo di fertilità, di spensieratezza e di gaudio. La natura fiorente non la "ralegra", anzi, a causa dell'errore in cui si trova, ella vive in tormento continuo.

## Intitolazioni

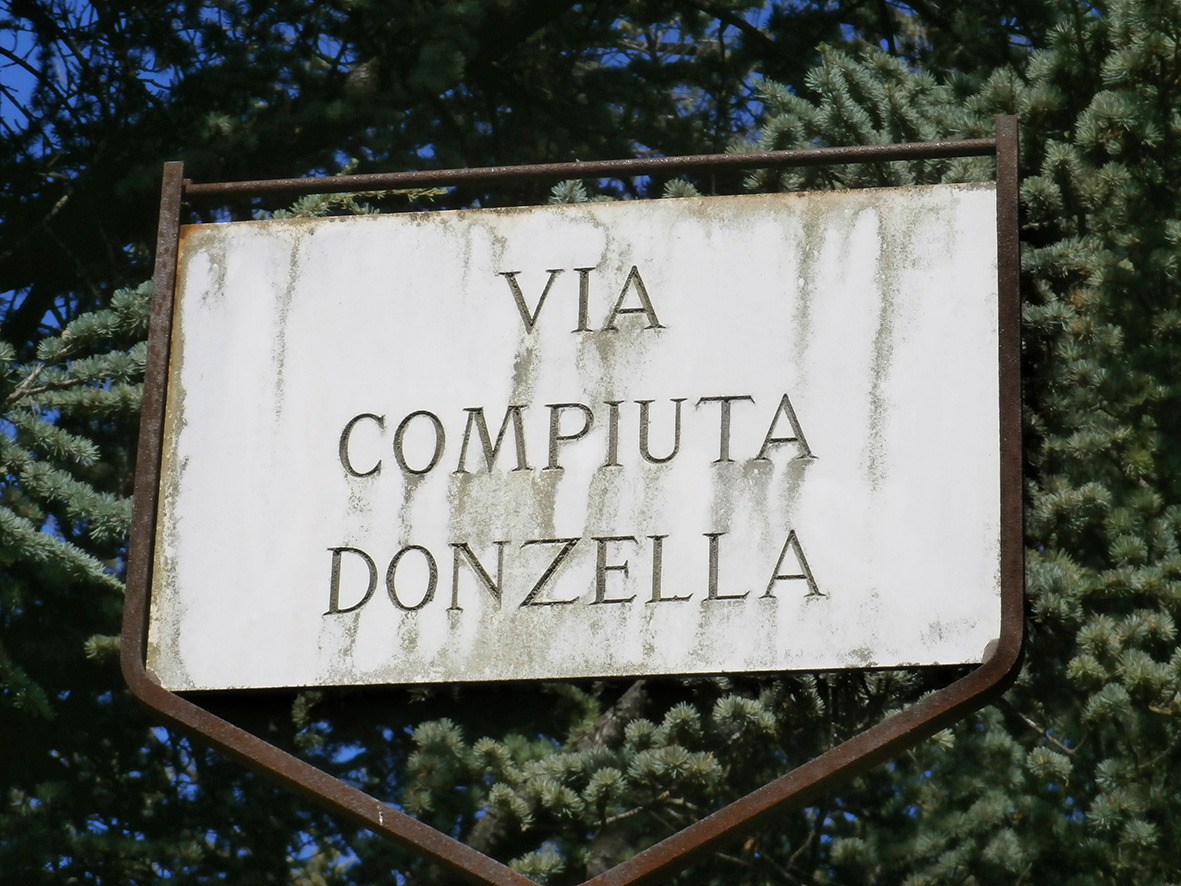
Gubbio (PG). Via Compiuta Donzella

- La città di Gubbio le ha intitolato una strada.

- Nel comune di Firenze - frazione di Ponte a Ema - un'area di recente insediamento urbano ha una via intitolata a Compiuta Donzella; anche le altre strade dell'insediamento sono intitolate ad importanti figure femminili della cultura fiorentina  medievale e rinascimentale (Gualdrada, Guilla,  Suor Plautilla e Alessandra Macinghi).